# FOXS1
FOXS1‏ (Forkhead box S1) هوَ بروتين يُشَفر بواسطة جين FOXS1 في الإنسان.